# ドレスデン五月蜂起
ドレスデン五月蜂起（英: May Uprising in Dresden）は、1849年にザクセン王国・ドレスデンで起きた蜂起である。
これが1848年革命として知られる一連の出来事の最後の一つになった。

## 五月蜂起に至るまでの出来事
ドイツでは、革命は1848年3月に始まり、最初はベルリンで、現在ドイツを構成している他の州に広がった。革命の中心はフランクフルトで、そこでは新たに召集された国民議会であるフランクフルト国民議会が1848年5月に聖パウロ教会で召集され、新たな統一ドイツ国家を統治するための立憲君主制が要求された。議会を結成するために、ほぼ民主的な選挙がドイツ全体で行われた。多数派はザクセンの民主党員だった。1849年3月28日、議会はドイツにおける最初のReichsverfassung（憲法）を可決し、1849年4月、プロイセン王フリードリヒ・ヴィルヘルム4世に帝冠が提供された。
その明らかな進歩にもかかわらず、国民議会は本当に古い指導者と皇帝の協力に依存していた。フリードリヒ・ヴィルヘルム4世が嫌悪感を持って帝冠の受け入れを拒否したときに非常に明白になった。新憲法を強制する運動がドイツ全域に広がったものの国民議会は崩壊した。ザクセンでは、国王フリードリヒ・アウグスト2世が憲法を決して認めず、ザクセン議会は現在も解散している。
ヴュルテンベルクでは、急進的な議員がシュトゥットガルトでランプ議会を結成し、プロイセン軍に敗北した。同時に、ザクセンの民が民主的運動の抑圧に反抗し始め、ここに五月蜂起が勃発した。

## 蜂起

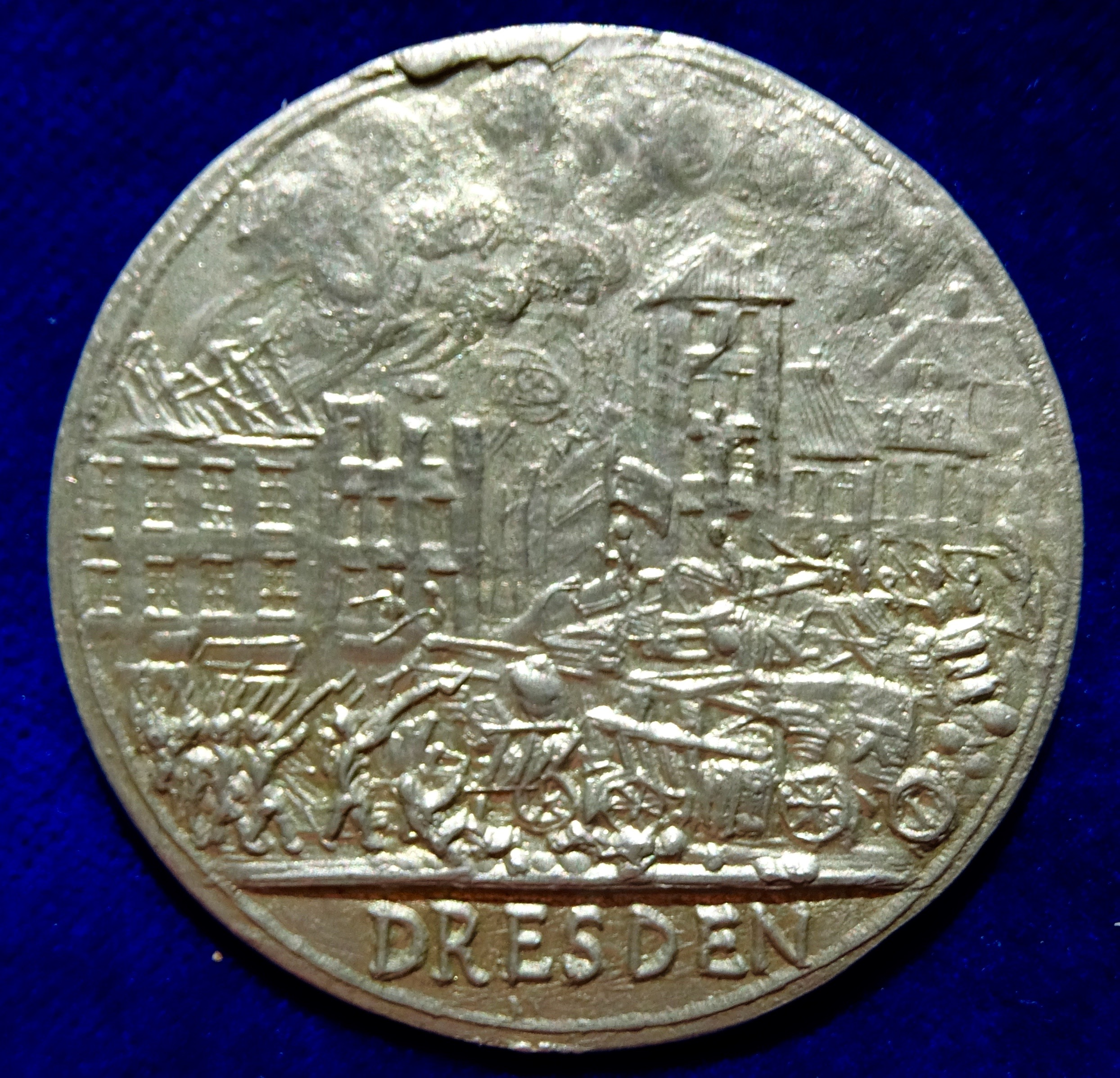
1849年のドレスデン五月蜂起の革命戦争メダル。表側は市街戦を表している。

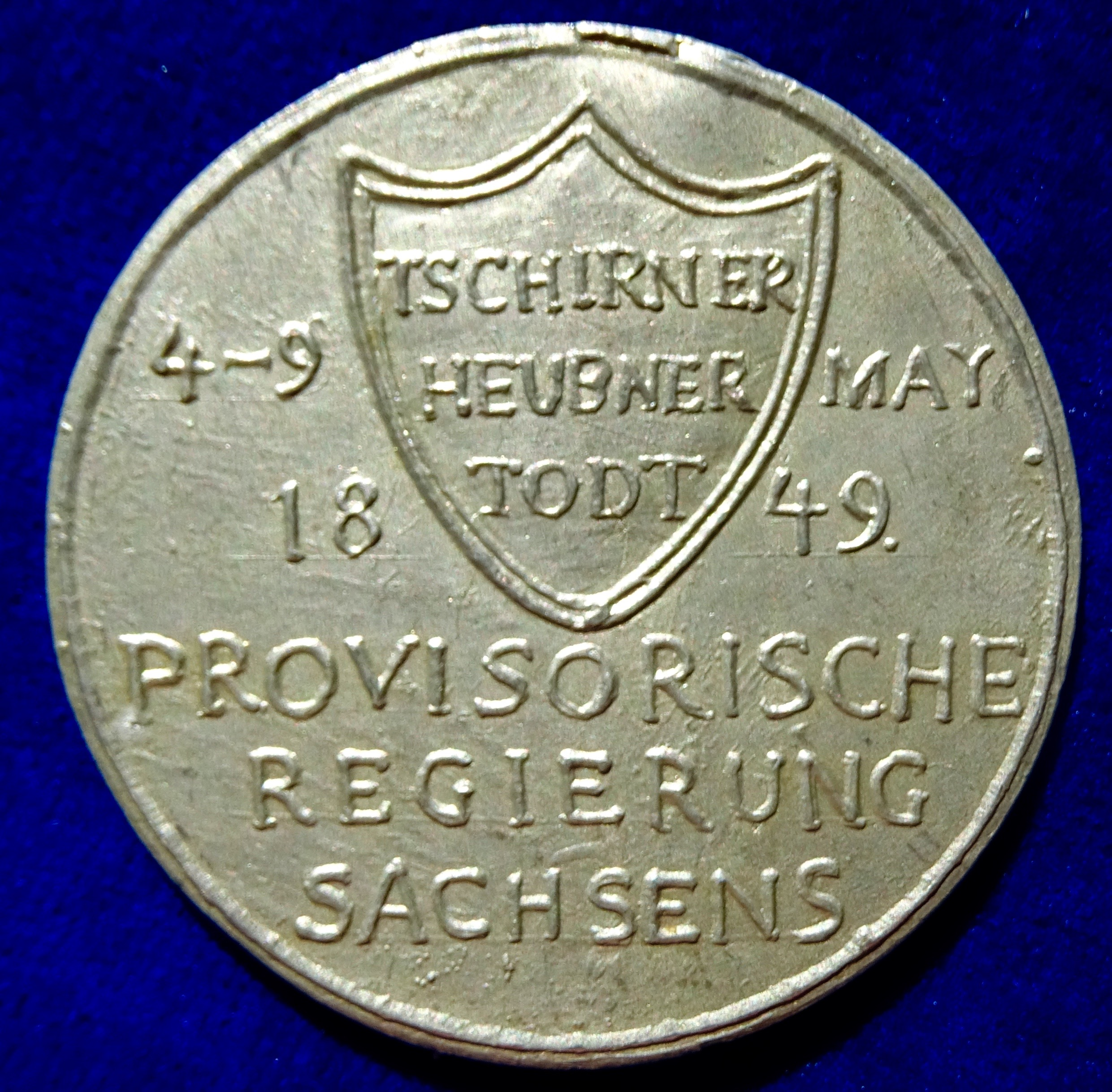
裏側は臨時政府のツシルナー、ホイブナー、トッドの指導者の名前と、蜂起の日付が示されている。

最初、ザクセンの議員は公共の演説で憲法の受け入れを求めた。彼らを取り締まるべき警備員がそばにいて、王に向かって演説して憲法受け入れを求めた。しかし、王は考えを変えず命令と呼んだ。事態はますます不安になり、王がプロイセン軍を介入させることになった。事態は激発した。
1849年5月3日、街の警備員は帰宅を命じられたが、議員は来るプロイセンの介入を止めるために、防衛部隊を結成した。住民は怒り、政府はザクセン軍に守られた城と武器庫に引きこもった。街の警備員は、政府を外に出すために爆発物を使うと脅した住民を手助けするかどうか決めかねていた。それに応じ、ザクセン軍が住民に発砲した。数時間後には、街は大混乱に陥り、108のバリケードが建てられた。5月4日の早い時間には、王と大臣が何とかケーニヒシュタイン要塞に逃げ込んだ。

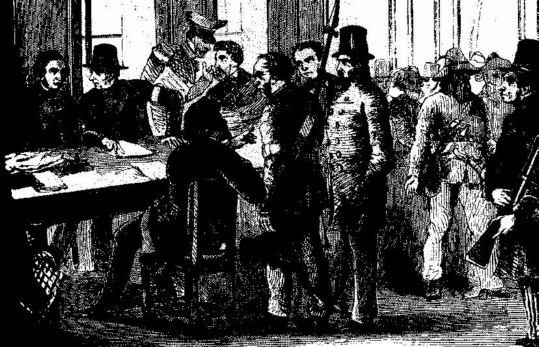
ドレスデンの臨時政府

解散した議会の3人の議員は革命のリーダーになった。サミュエル・エルドマン・ツシルナー、カール・ゴットヘルフ・トッド、オットー・レオンハルト・ホイブナーが臨時政府を結成した。ツシルナーは、他のメンバーであるAlexander Heinzeに、戦いを指揮してドレスデンの外から警備員を連れて来るように呼び掛けた。
増援は、ケムニッツ、ツヴィッカウ、マリーエンベルクといった遠く離れた場所から革命軍に加わり、闘争は非常に激しくなった。ザクセン軍もまたプロイセン軍が到着して支援された。軍は反乱側を取り囲み、古い市場に追い込む計画だったが、バリケードの数は、軍が家の中でさえ全ての通りで戦う必要があるのを意味していた。
現代の研究で、反乱軍の総数を約3,000人として、ザクセン軍とプロイセン軍の5000人と比べた。反乱軍は数で負けていただけでなく、戦いの訓練を受けておらず、不規律で、武器も不足していたので、成功の見込みは薄かった。5月9日には、過半数（1800人）が逃亡させられ、それ以外でも、大半が降伏して、残りがドレスデンの聖母教会に追い込まれた後、逮捕された。

## 革命家で著名な人物
1849年5月の出来事の前に、ドレスデンはすでにリベラルと民主党員にとっての文化の中心として知られていた。アナーキストのDresdner Zeitung新聞は、作曲家のオーガスト・ロッケルによって部分的に編集され、1849年3月にドレスデンに来たミハイル・バクーニンの記事も載っていた。ザクセン政府は後にバクーニンを革命の首謀者として告発した。ロッケルはまた大衆民主主義の新聞Volksblätterを発行した。
作曲家のリヒャルト・ワーグナーは、ザクセン王国の宮廷指揮者だった時、1848年以降、革命的な精神に感化されていて、ロッケル、バクーニンと友人になった。彼は、Volksblätterに人々を革命に駆り立てる情熱的な記事を書いた。戦いが勃発した時、彼は手榴弾を作り、ドレスデン聖十字架教会の頂上で見渡すように立って、非常に活躍した。建築家のゴットフリート・ゼンパーは、1849年まで政治的な活動はなかったが、民主主義的な信念を知らされ、立ち上がるように促されたように感じ、バリケードでも主導的な役割を果たした。
バリケードの他の人々には、ポーリン・ワンダーリッヒ、グスタフ・ツォーナー、ルートヴィヒ・ウィッティヒ（Dresdner Zeitungの主編集者）が含まれていた。女優で歌手のヴィルヘルミーネ・シュレーダー＝デフリントは蜂起を支援した。

## 蜂起の結果
闘争により、いくつかのドレスデンの建物が廃墟になった。古いオペラやツヴィンガー宮殿の両側、6軒の家が焼け落ちた。反乱軍の死者数は定かではないが1995年に200人ほどと見積もられている。また、8人のザクセン兵と23人のプロイセン兵が戦死した。
ザクセン政府はケムニッツでバクーニンとロッケルを逮捕したが、ツシルナー、ホイブナー、トッドは逃亡した。トッドは1852年に、スイスに亡命しようとした矢先、ロスバッハで亡くなった。センパーとワーグナーは政府の指名手配リストに載っていたが、チューリッヒに逃亡し、ワーグナーはそこに残った。1849年以降、数千人が政治的な理由で故郷を捨て、その多くが芸術家、作家、その他の教育水準の高い著名な社会人であったため、ドイツの州では移民が急増した。
革命は、貴族が下院で権力の一部を失った点で、わずかに影響を与えたものの、さもなければ完全に失敗だった。